# Mayara Moura
Mayara "May" Fier de Moura, född 5 december 1986 i Arapongas, Paraná, är en tidigare brasiliansk handbollsspelare (mittnia). Hon spelade för Brasiliens damlandslag i handboll och vann världsmästerskapet i handboll för damer 2013.

## Klubblagskarriär
Mayara Moura växte upp i staden Marialva. Hennes far var handbollstränare och hennes mor handbollsspelare. Hon började spela handboll vid nio års ålder, med sin far som tränare, i en skola i Marialva. Hon fick kontrakt med  AD Blumenau, en toppklubb i Brasilien, och spelade för dem 2006 till 2007. 
Efter den brasilianska säsongens slut i december 2007 spelade hon i Europa för spanska klubben Cleba León BM 2007 till 2010. Hon spelade sedan i Frankrike för Union Mios Biganos-Bègles HB i två år. Med dem vann hon Challenge cup i handboll 2011. 2012/2013 spelade hon för Hypo Niederösterreich där flera av hennes landslagskamrater också spelade. Med dem vann hon Österrikiska ligan och cupen 2013 och dessutom Cupvinnarcupen i handboll 2013. Hon återvände sedan till Brasilien och spelade åter för AD Blumenau under tiden till VM 2013. Hon avskedades från Hypo i juni 2013 efter en benskada och återvände för att träna i Blumenau. 
Efter VM-triumfen kom hon 2014 till danska Nykøbing Falster HK där hon spelade 2014/2015. I december 2014 skadade hon sitt korsband och kunde spela i VM 2015 i december 2015. Hon spelade från 2016 i brasilianska EC Pinheiros men sedan är fortsättningen av hennes klubbkarriär okänd.

## Landslagskarriär
2002 började hon spela i ungdomslandslagen, och blev tvåfaldig panamerikansk juniormästare 2003 och 2004 med en sjunde plats i U20-VM 2005 som hölls i Tjeckien.
Mayara Moura spelade sin första mästerskapsturnering i VM 2007 21 år gammal. 2009 var hon inte med i VM-truppen. 2011 spelade hon hemma-VM i Brasilien och kom femma i turneringen. Första internationella titeln på seniornivå vann hon vid panamerikanska spelen 2011 i Guadalajara i Mexiko och året därpå spelade hon OS i London. 2013 var hon med i truppen som vann världsmästerskapet. Under en  vänskapsmatch utsågs hon till lagkapten för landslaget då ordinarie kapten inte kunde spela. Hon missade VM 2015 men deltog vid 29 års ålder i OS 2016 i Rio. Hon var också med i VM 2017. Sammanlagt har hon spelat 108 landskamper med 158 gjorda mål.